# Peridea moorei
Peridea moorei är en fjärilsart som beskrevs av George Francis Hampson 1892. Peridea moorei ingår i släktet Peridea och familjen tandspinnare. Inga underarter finns listade i Catalogue of Life.